# Мусаев, Санан Гусейн оглы
Санан Гусеинович Мусаев (азерб. Sənan Musayev; 13 апреля 1923, Гусар, Кубинский уезд — 1983) — председатель Верховного суда Азербайджанской ССР (1957—1962).

## Биография
Родился в 1923 году в городе Гусар в семье учителя. Отец — Гусейн Мамед оглы Мусаев, председатель Совета народных комиссаров Нахичеванской АССР, народный комиссар просвещения Нахичеванской АССР.
После окончания средней школы в 1941—1942 годах работал на производстве. В 1942—1944 годы участвовал в Великой Отечественной войне.
В 1944 году поступил на юридический факультет Азербайджанского государственного университета, и в 1949 году окончил учёбу.
В 1949—1951 годы работал научным секретарем и старшим преподавателем кафедры гражданского права Азербайджанского государственного университета.
В 1951—1952 годы являлся руководителем группы лекторов Центрального Комитета Коммунистической партии Азербайджанской ССР.
В 1952—1954 годы являлся заведующим отдела пропаганды и агитации Бакинского городского Комитета Коммунистической партии Азербайджанской ССР.
В 1954—1957 годы был заместителем Прокурора Азербайджанской ССР.
В 1957—1962 годы являлся председателем Верховного суда Азербайджанской ССР.
В 1974—1980 годы работал на должности председателя народного суда Наримановского района города Баку.
В 1962—1974 годы работал на должности заместителя директора Института научно-исследовательской судебной экспертизы Азербайджанской ССР.
Неоднократно избирался депутатом Бакинского городского совета, Бакинского окружного совета, Наримановского районного совета.
Является автором множества научных статей в области организации и методики судебной экспертизы. Его статьи были опубликованы в Баку, Москве, Венгрии, Болгарии и других странах.
Санан Мусаев был участником Великой Отечественной войны. Награждён рядом медалей.